# U-650
| U-650                      | U-650                                                          | U-650                                                          |
| -------------------------- | -------------------------------------------------------------- | -------------------------------------------------------------- |
|                            |                                                                |                                                                |
|                            |                                                                |                                                                |
|                            |                                                                |                                                                |
| Під прапором               | Третій рейх                                                    | Третій рейх                                                    |
| Спуск на воду              | 1 жовтня 1942 року                                             | 1 жовтня 1942 року                                             |
| Виведений зі складу флоту  | 7 січня 1945 року                                              | 7 січня 1945 року                                              |
| Сучасний статус            | затоплений                                                     | затоплений                                                     |
| Проєкт                     |                                                                |                                                                |
| Тип ПЧ                     | Торпедний ДПЧ                                                  | Торпедний ДПЧ                                                  |
| Основні характеристики     |                                                                |                                                                |
| Швидкість (надводна)       | 17,7 вузлів                                                    | 17,7 вузлів                                                    |
| Швидкість (підводна)       | 7,6 вузлів                                                     | 7,6 вузлів                                                     |
| Робоча глибина занурення   | 100 м                                                          | 100 м                                                          |
| Гранична глибина занурення | 220 м                                                          | 220 м                                                          |
| Екіпаж                     | 44 осіб                                                        | 44 осіб                                                        |
| Розміри                    |                                                                |                                                                |
| Довжина найбільша (по КВЛ) | 67,1 м                                                         | 67,1 м                                                         |
| Ширина корпусу найб.       | 6,2 м                                                          | 6,2 м                                                          |
| Висота                     | 9,6 м                                                          | 9,6 м                                                          |
| Середня осадка (по КВЛ)    | 4,70 м                                                         | 4,70 м                                                         |
| Водотоннажність надводна   | 769 т                                                          | 769 т                                                          |
| Озброєння                  |                                                                |                                                                |
| Артилерія                  | одна палубна гармата калібру 88-мм, одна 20-мм зенітна гармата | одна палубна гармата калібру 88-мм, одна 20-мм зенітна гармата |
| Торпедно- мінне озброєння  | 4 носових і один кормовий ТА. 14 торпед                        | 4 носових і один кормовий ТА. 14 торпед                        |

U-650 — німецький підводний човен типу VIIC часів Другої світової війни.
Замовлення на будівництво човна було віддане 10 квітня 1941 року. Човен був закладений на верфі суднобудівної компанії «Blohm + Voss» у Гамбурзі 9 січня 1942 року під заводським номером 626, спущений на воду 1 жовтня 1942 року, 26 листопада 1942 року увійшов до складу 5-ї флотилії. Також за час служби входив до складу 7-ї та 11-ї флотилій.
Човен зробив 7 бойових походів, в яких не потопив та не пошкодив жодного судна.
Потоплений після 7 січня 1945 року у Англійському каналі південніше Пензанс (49°51′ пн. ш. 05°30′ зх. д. / 49.850° пн. ш. 5.500° зх. д.) «Хеджхогом» невідомого союзницького корабля. Всі 47 членів екіпажу загинули.

## Командири
- Оберлейтенант-цур-зее Ернст фон Віцендорфф (26 листопада 1942 — 13 липня 1943)
- Капітан-лейтенант Отто Тіншерт (14 липня — 26 листопада 1943)
- Оберлейтенант-цур-зее Ернст фон Віцендорфф (27 листопада 1943 — 30 червня 1944)
- Оберлейтенант-цур-зее Ернст-Август Герке (30 червня — 20 липня 1944) — виконувач обов'язків.
- Оберлейтенант-цур-зее до розпорядження Рудольф Цорн (20 липня 1944 — 7 січня 1945)